# Rio Piautinga
O rio Piauitinga (ou Piauitinga) é um curso de água que nasce entre os municípios de Lagarto e Salgado, ambos no estado de Sergipe e desagua no rio Piauí em Estância, no mesmo estado. 